# Гняздово
Гняздово е село в Южна България. То се намира в община Кърджали, област Кърджали.

## География
Село Гняздово се намира на северния бряг на язовир Студен кладенец, на 20 км източно от Кърджали.

## Население
Численост и дял на етническите групи според преброяването на населението през 2011 г.:
|                     | Численост | Дял (в %) |
| Общо                | 54        | 100,00    |
| Българи             | 0         | 0,00      |
| Турци               | 53        | 98,14     |
| Цигани              | 0         | 0,00      |
| Други               | 0         | 0,00      |
| Не се самоопределят | 0         | 0,00      |
| Неотговорили        | 0         | 0,00      |